# Shut Up and Dance (Paula Abdul)
Shut Up and Dance (The Dance Mixes) è un album di remix della cantante statunitense Paula Abdul, pubblicato l'8 maggio 1990 dalla Virgin Records.

## Descrizione
Il disco comprende remix dance dei singoli estratti dal suo album di debutto Forever Your Girl. L'album rappresenta un altro successo massiccio per la cantante, piazzandosi alla settima posizione nella classifica statunitense degli album e venendo certificato disco di platino dalla RIAA.
Oltre a ciò, risulta essere uno degli album di remix più venduti nel mondo.

## Tracce
1. "Cold Hearted" (Quiverin' 12")
2. "Straight Up" (Ultimix mix)
3. "One or the Other" (1990 mix) - by Keith Cohen
4. "Forever Your Girl" (Frankie Foncett mix)
5. "Knocked Out" (Pettibone 12")
6. "The Way That You Love Me" (Houseafire edit)
7. "Opposites Attract" (1990 mix)
8. "1990 Medley mix" - by Chris Cox for Hot Tracks remix service

Tracce bonus nell'edizione britannica
1. "Knocked Out" (Power mix)
2. "Opposites Attract" (Shep's Special mix)
3. "Forever Your Girl" (Shep's Special mix)
4. "Cold Hearted" (Chad Jackson 12" remix)

## Classifiche

### Classifiche settimanali
| Classifica (1990) | Posizione massima |
| ----------------- | ----------------- |
| Australia         | 16                |
| Canada            | 14                |
| Francia           | 44                |
| Germania          | 37                |
| Nuova Zelanda     | 4                 |
| Paesi Bassi       | 29                |
| Regno Unito       | 40                |
| Stati Uniti       | 7                 |
| Stati Uniti (R&B) | 65                |
| Svezia            | 24                |

### Classifiche di fine anno
| Classifica (1990) | Posizione |
| ----------------- | --------- |
| Canada            | 66        |
| Nuova Zelanda     | 42        |
| Stati Uniti       | 54        |